# Margery Sharp
Clara Margery Melita Sharp (* 25. Januar 1905 im Bezirk Salisbury (Grafschaft Wiltshire); † 14. März 1991) war eine englische Schriftstellerin. Sie ist besonders bekannt für ihre Kinderbücher um Miss Bianca, eine abenteuerlustige Mäuse-Dame.

## Leben
Sie wurde als Clara Margery Melita Sharp im Bezirk Salisbury (Grafschaft Wiltshire) geboren. Sie verbrachte einen Teil ihrer Kindheit in Malta. 1938 heiratete sie den Ingenieur Major und Schriftsteller Jeffery Lloyd Castle
Ihren ersten Roman, Rhododendron Pie, veröffentlichte sie im Jahr 1930. In ihrer langen Karriere schrieb sie 26 Romane für Erwachsene, zahlreiche Erzählungen, einige Bühnenstücke und 14 Kinderbücher.
Viele ihrer Werke erwiesen sich als internationale Bestseller, fast alle wurden auch ins Deutsche übersetzt.
Einige ihrer Werke dienten auch als Vorlagen für Filme. So verfilmte Ernst Lubitsch Das Mädchen Cluny Brown (Cluny Brown, 1944) im Jahr 1946 unter dem Titel Cluny Brown auf Freiersfüßen. Am bekanntesten ist wohl der Walt-Disney-Zeichentrickfilm Bernard und Bianca – Die Mäusepolizei (1977), der auf Bianca und ihre Freunde (The Rescuers, 1959) basierte. Die beiden Hauptfiguren kamen dann in Bernard und Bianca im Känguruhland (1990) erneut zum Einsatz.

## Werke (Auswahl)

### Romane und Erzählungsbände für Erwachsene
- Rhododendron Pie, 1930
- Fanfare for Tin Trumpets, 1932
- The Nymph and The Nobleman, 1932
- The Flowering Thorn, 1934 (dt. Eine Laune namens Patrick, Wien und Berlin 1978, zuletzt unter ISBN 3-404-12112-0)
- Sophy Cassmajor, 1934
- Four Gardens, 1935
- The Nutmeg Tree, 1937 (dt. Die vollkommene Lady, Berlin 1939)

Die vollkommene Lady. Aus d. Engl. von Wibke Kuhn.  München: Eisele 2921. zuletzt unter ISBN 3-548-23283-3)
- Harlequin House, 1939
- The Stone of Chastity, 1940 (dt. Der Stein der Keuschheit, Bergisch Gladbach 1975, zuletzt unter ISBN 3-404-01308-5)
- Three Companion Pieces (1941)
- Cluny Brown, 1944 (dt. Das Mädchen Cluny Brown, Hamburg 1954, zuletzt unter ISBN 3-404-00111-7)
- Britannia Mews, 1946 (dt. Britannia Gasse [auch: Britanniagasse], Bern 1947)
- The Foolish Gentlewoman (1948)
- Lise Lillywhite, 1951 (dt. Das Mädchen auf dem Balkon, Wien ca. 1983, zuletzt unter ISBN 3-404-10502-8)
- The Gipsy in the Parlour, 1954 (dt. Fannys Brautfahrt, Hamburg 1956)
- The Eye of Love, 1957 (dt. Das Auge der Liebe, Hamburg 1959)
- Something Light, 1960 (dt. Liebe auf den letzten Blick, Hamburg 1961, zuletzt unter ISBN 3-404-00123-0)
- Martha in Paris, 1962 (dt. Semester in Paris, Hamburg 1963)
- Das Mädchen im Gras und andere Erzählungen, Hamburg 1964
- Martha, Eric and George, 1964 (dt. Die Rabenmutter, Claassen Verlag, Hamburg 1966)
- The Sun in Scorpio, 1965 (dt. Die Sonne im Skorpion, Hamburg und Düsseldorf 1967)
- In Pious Memory, 1967 (dt. Witwe bis auf Widerruf, Hamburg und Düsseldorf 1970)
- Rosa, 1970 (dt. Rosa, Hamburg und Düsseldorf 1972, zuletzt unter ISBN 3-499-11682-0)
- The Innocents, 1972 (dt. Frühling im Herbst, Hamburg und Düsseldorf 1973, zuletzt unter ISBN 3-404-05138-6)
- The Lost Chapel Picnic and Other Stories, 1973 (dt. Das Picknick in der Kapelle. Erzählungen, Wien 1981, zuletzt unter ISBN 3-404-10289-4)
- The Faithful Servants, 1975 (dt. Geliebte Dienerin, Düsseldorf 1977, zuletzt unter ISBN 3-548-20032-X)
- Summer Visits, 1977 (dt. Cotton Hall hat immer Gäste, Wien und Berlin 1976, zuletzt unter ISBN 3-404-18035-6)

### Kinderbücher
- The Rescuers, London 1959 (zuletzt unter ISBN 0-00712668-9) (dt. Bianca und ihre Freunde, Einsiedeln, Zürich und Köln 1963, zuletzt unter ISBN 3-473-39304-5)
- Melisande, Boston 1960
- Miss Bianca, London und Boston 1962 (dt. Bianca. Ihre Abenteuer im Diamantenschloß, Zürich, Einsiedeln und Köln 1967)
- The Turret, Boston 1963
- Lost at the Fair, Boston ca. 1965
- Miss Bianca in the Salt Mines, London und Boston 1966
- Miss Bianca in the Orient, London und Boston 1970
- Miss Bianca in the Antarctic, London 1970
- Miss Bianca and the Bridesmaid, London und Boston 1972
- The Magical Cockatoo, London 1974 (ISBN 0-43496305-4)
- The Children Next Door, London 1974 (ISBN 0-43495878-6)
- Bernard the Brave. A Miss Bianca Story, London 1976
- Bernard into Battle. A Miss Bianca Story, Boston ca. 1978

### Bühnenstücke
- Meeting at Night (uraufgeführt in London 1934)
- Lady in Waiting (uraufgeführt in New York 1940)
- The Foolish Gentlewoman (uraufgeführt in London 1949)

## Verfilmungen
- 1947: Cluny Brown auf Freiersfüßen
- 1948: Die unvollkommene Dame
- 1954: The Birdcage Room (Fernseh-Stück)
- 1961: Noch Zimmer frei
- 1977: Bernard und Bianca – Die Mäusepolizei
- 1990: Bernard und Bianca im Känguruhland